# تجاوز در قرار عاشقانه
تجاوز در قرار عاشقانه نوعی تجاوز به آشنا و سوءاستفاده از دوستی است. این دو عبارت اغلب به جای یکدیگر استفاده می‌شود، اما تجاوز در قرار عاشقانه به‌طور خاص به یک تجاوز جنسی اشاره می‌کند که در آن نوعی از رابطه عاشقانه یا به‌طور بالقوه جنسی بین دو طرف وجود داشته‌است. تجاوز به آشنا شامل تجاوزهایی که در آن قربانی و متجاوز در یک رابطه غیرعاشقانه یا غیرجنسی بوده‌اند، نیز می‌باشد؛ به عنوان مثال به عنوان همکار یا همسایه.
از دهه ۱۹۸۰ تجاوز در قرار عاشقانه اکثر تجاوزهای جنسی را در برخی از کشورها تشکیل داده‌است. این تجاوز به ویژه در محوطه دانشگاه‌ها شایع است و اغلب شامل مصرف الکل یا سایر داروهای تجاوز است. اوج سن قربانیان تجاوز در قرار عاشقانه از اواخر نوجوانی تا اوایل دهه بیست است.